# Église Saint-Joseph de Mala'efo'ou
L'église Saint-Joseph est une église catholique française, située à Mala'efo'ou (Wallis-et-Futuna) dans le diocèse de Wallis-et-Futuna.

## Historique et architecture
Bâtie en 1859, l'église Saint-Joseph est la plus ancienne église dans l'île et sa construction a marqué les débuts de l'évangélisation.
L'intérieur est richement décoré de scènes bibliques, fresques de poissons et coquillages rappelant les motifs des tapas (étoffes traditionnelles).